# Leslie Hammond
Leslie Hammond byl jihoafrický fotograf, který získal ocenění World Press Photo v kategorii fotografie roku 1977.

## Životopis
Hammond začal studovat fotografii během své vojenské služby v Pretorii . V roce 1968 začal pracovat v The Argus, novinách z Kapského Města, kde zůstal sedmnáct let a zabýval se různými zpravodajskými zprávami.
V roce 1983 Leslie Hammond a jeho kolega novinář John Yeld publikovali knihu Kapské město, fotografickou sbírku nejvýznamnějších míst města. V roce 1985 opustil fotožurnalistiku a začal se věnovat komerční fotografii.